# Брегови (Сърбия)
Брегови (на сръбски: Брегови) е село в Сърбия, разположено в община Тутин, Рашки окръг. Населението му според преброяването през 2011 г. е 40 души. При преброяването на населението през 2002 г. има 57 жители, от тях 57 (100,00 %) бошняци.

## Население
Численост на населението според преброяванията през годините:
- 1948 – 58 души
- 1953 – 65 души
- 1961 – 78 души
- 1971 – 58 души
- 1981 – 57 души
- 1991 – 60 души
- 2002 – 57 души
- 2011 – 40 души